# Raiffeisenbank
Raiffeisenbank je finanční instituce působící v Česku od roku 1993. Patří do skupiny Raiffeisen, již založil německý filantrop Friedrich Wilhelm Raiffeisen, a jejím hlavním akcionářem je rakouská Raiffeisen Bank International AG. Podle celkových aktiv je pátou největší bankou na českém trhu a provozuje asi 130 poboček a klientských center.[kdy?]

## Akvizice bank na českém trhu
Raiffeisenbank od začátku svého působení na českém trhu odkoupila 5 finančních subjektů:
- 24. července 2006 finanční skupina Raiffeisen International koupila českou eBanku a následně 7. července 2008 byla dokončena její fúze s českou Raiffeisenbank[2] spolu s bezmála 250 000 klienty.[3]

- Od 1. března 2016 došlo k převodu segmentu retailového bankovnictví, kreditních karet, investičních produktů a spotřebitelských úvěrů banky Citibank a s tím přišlo přibližně 211 000 klientů [3]

- 2. června 2017 byly všechny bankovní aktivity online české Zuno převedeny do Raiffeisenbank, Zuno bank v Čechách a na Slovensku dohromady 266 000 zákazníků, které si rozdělila se slovenskou Tatra bankou.

- ING Bank ukončila v srpnu 2021 svoji činnost v oblasti osobního bankovnictví na českém trhu. 375 000 jejich klientů, tak bylo osloveno s převedením stávajících produktů do Raiffeisenbank.[4]

- 6. února 2021 oznámila skupina Raiffeisenbank International, že koupila sto procent akcií Equa bank.[5][6] Transakce byla dokončena koncem druhého čtvrtletí 2021 a došlo ke sloučení Equa bank s Raiffeisenbank.

## Ocenění
V roce 2008 a 2022 byla oceněna jako Banka roku, mimo to se umístila celkem pětkrát na třetím místě. Současně získala již sedmkrát ocenění Klientsky nejpřívětivější banka (2010, 2015, 2016, 2017, 2018, 2019, 2022). Společně s Českou spořitelnou a Komerční bankou tak patří k nejúspěšnějším bankovním společnostem v této anketě.